# 쌀 화환

밴드 EXO의 팬들이 보낸 쌀가마니

쌀 화환은 K-pop 가수들의 팬들이 화환 및 각종 장식과 함께 가수의 이름으로 쌀가마니 등을 기부하는 것을 가리키는 표현이다. 보내는 쌀의 양은 최소 킬로그램 단위에서 톤 단위까지 다양하다. 영어로는 팬 라이스(영어: Fan rice)라고 한다.